# 馬馼
馬馼（ば ぶん）は、中華人民共和国の政治家。女性。中国共産党中央紀律検査委員会副書記、監察部部長兼国家腐敗予防局局長。
河北省出身。1968年に内蒙古自治区で人民公社で労働。1972年中国共産党に入党後、1978年南開大学歴史系に進学、卒業後大学に留まり大学内の共産党組織の幹部を務めた。
1989年からは国家計画生育委員会に転任し、副司長や紀律検査委員会の書記を歴任した。
1995年には、中国共産党中央国家機関工作委員会に所属する紀律検査委員会の書記に転任、中国共産党中央紀律検査委員会常務委員も併任した。2004年1月に中国共産党中央紀律検査委員会副書記に昇進、2007年8月末に監察部部長を兼ねた。
中国共産党第17期中央委員。
| 先代李至倫 | 監察部長2007年8月 - 2013年3月 | 次代黃樹賢 |